# Matías Benítez
Matías Benítez (Montevideo, 16 maggio 1988) è un rugbista a 15 uruguaiano, che gioca nel ruolo di.

## Carriera
Viene convocato dalla Nazionale uruguaiana per i mondiali del 2023.